# Rzut krytyczny
Rzut krytyczny (tzw. krytyk) – w grach fabularnych wynik rzutu kośćmi, który wskazuje na to, że testowana czynność zakończyła się wyjątkowym sukcesem lub wyjątkową porażką (w tym przypadku często mówimy o krytyku w siebie lub o famblu).
Krytyk to także skrótowe określenie na tzw. trafienie krytyczne związane z mechaniką walki w danym systemie. Trafienie krytyczne, to trafienie, które powoduje większe (np. podwójne) obrażenia. Jest to próba odwzorowania przez mechanikę gry sytuacji, w której jednemu z walczących udaje się trafić przeciwnika w wyjątkowo wrażliwy organ lub miejsce na ciele – np. w głowę, szyję, serce.